# Stadion Miejski (Bielsko-Biała)
Het Stadion Miejski is een multifunctioneel stadion in de Poolse stad Bielsko-Biała. Het stadion wordt vooral gebruikt voor voetbalwedstrijden, de voetbalclubs Podbeskidzie Bielsko-Biała en BKS Stal Bielsko-Biała maken gebruik van dit stadion. In het stadion is plaats voor 15.076 toeschouwers. Het stadion werd geopend in 1927.

## Historie

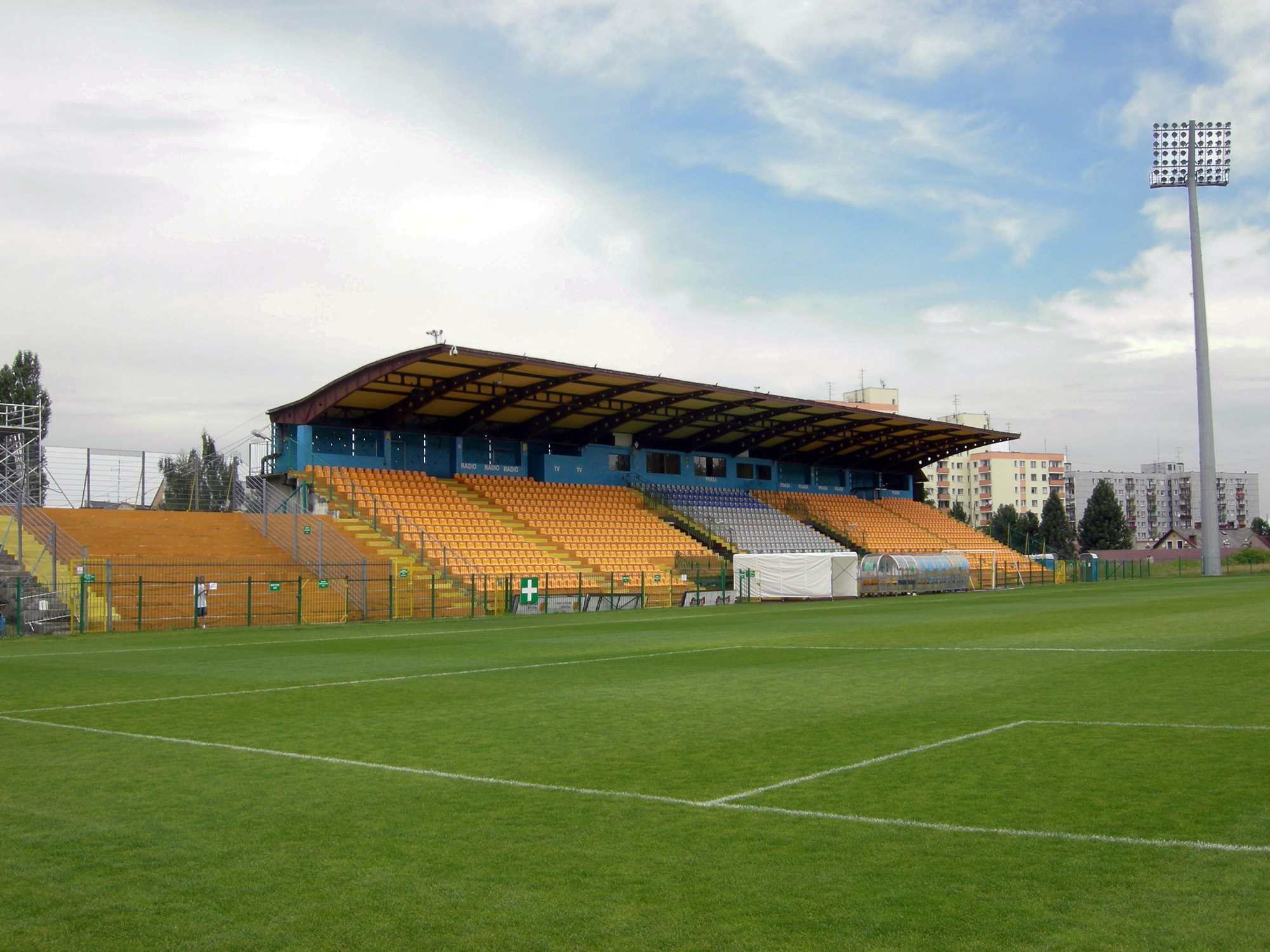
juli 2011

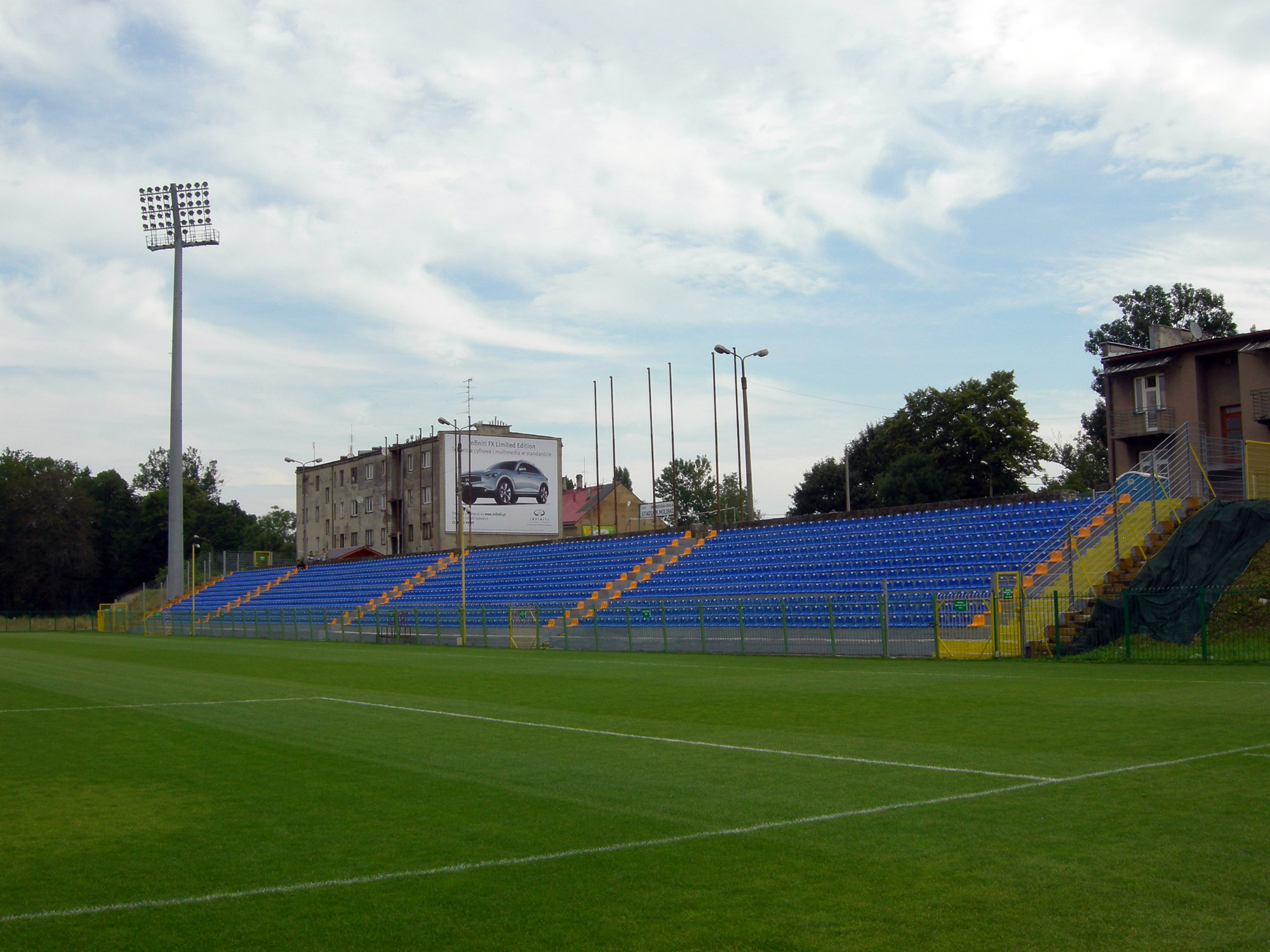
Het oude stadion, foto uit 2011

Het stadion is aanvankelijk opengegaan in 1927. Vanaf 2000 waren er plannen voor een nieuw, moderner stadion. Vervolgens werd tussen 2012 en 2015 het stadion weer volledig herbouwd. Officieel werd het nieuwe stadion in oktober 2016 geopend met een wedstrijd tussen Podbeskidzie en Stal Mielec (0–1). Het stadion werd ook van naam veranderd, want het werd eerst Stadion BKS Stal genoemd.

## Internationale toernooien
In 1978 was dit het stadion waar de wedstrijden op het Europees kampioenschap voetbal onder 18 van 1978 werd gespeeld. Dat toernooi werd van 5 tot 14 mei in Polen gespeeld. In 2019 is dit een van de stadions op het wereldkampioenschap voetbal onder 20 van 2019. In dit stadion worden 6 groepswedstrijden, een achtste finale en een kwartfinale gespeeld. 